# 六股河
六股河，位于中华人民共和国辽宁省西南部的一条河流，发源于建昌县谷杖子乡吉杖子村下柳杖子屯以西的荒砬山，蜿蜒向南流经红旗水库、谷杖子乡、玲珑塔镇、二道湾子蒙古族乡、药王庙镇、杨树湾子乡等地后注入建昌、绥中和兴城之间的青山水库，出库后干流作为绥中与兴城之间的界河，向东南流，于绥中县小庄子镇大渔场村注入渤海辽东湾。河流全长162.5千米，流域面积3102.47平方千米，河道平均比降1.32‰，年均径流量6.03亿立方米。